# Steel Aréna
Steel Aréna - Košický Štadión L. Trojáka (engelska: Steel Arena - Ladislav Troják Stadium in Košice) är den nya hemmaarenan för ishockeyklubben HC Košice. 
Den invigdes den 24 februari 2006. Arenan har en kapacitet på 8.343 sittplatser och fick sitt namn för att hedra huvudsponsorn i klubben - US Steel Košice (en del av United States Steel Corporation, USA) och även för att hedra Ladislav Troják, en ishockeyspelare född i Košice, som var den första slovaken att bli världsmästare i det Tjeckoslovakiska landslaget. 
Steel Arena var en spelplatserna vid världsmästerskapet i ishockey för herrar 2011, som spelades i Bratislava och Košice.